# وزارة البحرية (تونس)
وزارة البحرية هي مؤسسة حكومية سابقة في تونس في في العهد العثماني.
يقع مقر الوزارة في باردو، لديها الفروع في حلق الوادي وميناء تونس، حيث يمارس نائب الوزير مختلف الوظائف العسكرية والمدنية.
وتعطى الوزارة دائما إلى وزير برتبة فريق أول منذ سنة 1840. مع بداية الحماية الفرنسية في تونس في عام 1881، تم إلغاء الوزارة.

## الدور والمسؤوليات
كانت هذه الوزارة الثالثة في الترتيب من حيث الأهمية بعد الوزارة الكبرى ووزارة الحرب. لأنها تلعب دورا عسكريا ومدنيا، وكما تضمن السيطرة على حركات دخول وخروج الأفراد والبضائع المستوردة والمصدرة في الموانئ التونسية. كما تدير البحرية والسفن العسكرية والتجارة، ومستودعات الأسلحة بحلق الوادي ونقاط التفتيش في الموانئ والجزر والمنارات.

## قائمة الوزراء
- ..18 - 1846 : محمد خوجة.
- 1846 - 1857 : محمود خوجة.
- 1857 - 1862 : خير الدين التونسي.
- 1862 - 1863 : إسماعيل كاهية.
- 1863 - 1865 : الجنرال رشيد.
- 1866 - 1872 : محمد خزندار.
- 1873 - 1876 : مصطفى بن إسماعيل.
- 1877 - 1881 : أحمد زروق.